# Do Not Disturb (Van der Graaf Generator)
Do Not Disturb è il tredicesimo album discografico del gruppo musicale britannico di rock progressivo Van der Graaf Generator, pubblicato il 30 settembre 2016 dalla Esoteric Records.

## Tracce
Musiche di Peter Hammill, Guy Evans, Hugh Banton.
1. Aloft – 7:20
2. Alfa Berlina – 6:40
3. Room 1210 – 6:47
4. Forever Falling – 5:40
5. Shikata Ga Nai – 2:29
6. (Oh No I Must Have Said) Yes – 7:44
7. Brought to Book – 7:57
8. Almost the Words – 7:54
9. Go – 4:35

## Formazione
- Peter Hammill - voce, pianoforte, chitarra elettrica
- Hugh Banton - tastiere, basso elettrico
- Guy Evans - batteria, percussioni